# Robin Hood (film din 2018)
Robin Hood este un film american din 2018 regizat de Otto Bathurst. Este creat în genurile acțiune, aventură. Rolurile principale au fost interpretate de actorii Taron Egerton, Jamie Foxx, Ben Mendelsohn, Eve Hewson, Tim Minchin și Jamie Dornan. Scenariul este scris de Ben Chandler și David James Kelly,  pza unei povestiri a lui Chandler.

## Distribuție
- Taron Egerton - Robin Hood
- Jamie Foxx - Little John
- Ben Mendelsohn - Sheriff of Nottingham
- Eve Hewson - Maid Marian
- Tim Minchin - Friar Tuck
- Jamie Dornan - Will Tillman/Will Scarlet
- Paul Anderson - Guy of Gisborne
- F. Murray Abraham - Cardinal Franklin
- Josh Herdman - Righteous
- Cornelius Booth - Lord Pembroke
- Björn Bengtsson - Tydon

## Producție
Filmările au început la 20 februarie 2018 în diverse locuri ca Dubrovnik, Croația sau  Le Raincy, Franța. Filmările s-au terminat la 19 mai. Cheltuielile de producție s-au ridicat la 100 de milioane $.

## Lansare și primire
A avut încasări de 84,8 milioane $.